# Изчисления в реално време
Изчисления в реално време (на английски: real-time computing, RTC) е термин от компютърните науки, с който се описват хардуерни и софтуерни системи, обект на ограничения в реално време, например системи, които реагират на събития в реално време. Програмите, работещи в реално време, трябва да гарантират отговор (response) в рамките на определени времеви ограничения (крайни срокове, deadlines). Коректността на работата на този тип системи зависи както от функционалните им аспекти, така и на времевите аспекти на ограниченията. При изчисленията в реално време отговорите обикновено са от порядъка на милисекунди, а понякога и микросекунди. Система, която не е специфицирана като система, оперираща в реално време, обикновено не може да гарантира отговор в никаква предварително определена времева рамка, въпреки че може да бъде дадено обичайно или очаквано време за отговор.
Една система, извършваща изчисления в реално време, може да се опише като система, която „контролира средата като получава данни, обработва ги и връща резултата от изчисленията достатъчно бързо, за да повлияе на промяната на средата“. Терминът „в реално време“ се използва и в областта на управление на процеси, математическата оптимизация и симулация, за да означи, че времето на симулацията тече успоредно с реалното време, „без значително времезакъснение“.
Системи, които се използват в много критично важни приложения, трябва да функционират в реално време: например автоматизирани системи за управление на летателни апарати, антиблокиращи системи в автомобилите и други. Обработката в реално време е неуспешна, ако не завърши в съответния за събитието краен срок, а изискване към системата е крайните срокове винаги да бъдат спазвани без значение от какво натоварване и изчислителни ресурси означава това за системата.